# José Magdaleno Ocampo

Bandera Trigarante de México.

José Magdaleno Ocampo , también conocido como José Cecilio Ocampo, (22 de noviembre de 1770 - 25 de septiembre de 1833) nacido en Taxco en el estado actual de Guerrero, fue un sastre a quien se le atribuye la elaboración de la que se considera la primera Bandera de México independiente el 24 de febrero de 1821 bajo el encargo de Agustín de Iturbide en lo que se conoce como hoy Iguala de la Independencia, Guerrero, México. Esta bandera fue utilizada por el Ejército Trigarante en 1821 y fue elaborada bajo los siguientes términos: la bandera nacional, intelectual y económica.

## Vida personal
Fue bautizado con el nombre Joseph Mariano el 25 de noviembre de 1770 a los 3 días de edad. Nació en el día de Santa Cecilia y fue conocido en vida como José Cecilio Ocampo. Fue hijo de Manuel Antonio Marcelino Ocampo Magdaleno y María Francisca Sotelo Batalla.  En su familia algunas veces ocupaban el apellido Magdaleno, a veces Ocampo, y unas veces Ocampo Magdaleno.  Se miran los dos apellidos en otras familias de Taxco que han de ser parientes y en varias generaciones.  
Se mudó a la ciudad de Iguala alrededor del año 1794.  Se casó con Lugarda Gertrudis Figueroa (1769-1798) en Iguala el 17 de julio de 1795 y tuvieron una hija María Dolores Agapita Ocampo (1796-1840).  
En el primero de mayo de 1799 se casó con Antonia Magdalena Gertrudis Juárez (1782-1800) y tuvieron a su hija Ignacia Gertrudis de Ocampo (1800-1860).
El 28 de abril de 1803 se casó con María Gertrudis Vázquez (1784-1811) y tuvieron 3 hijos:  José Francisco Eugenio Ocampo (1804-?), Octaviana Margarita de los Dolores Ocampo (1806-1824), y María Guadalupe Alvina Ocampo Vázquez (1808-1887).
El primero de febrero de 1815 se casó con María Leocadia Adán Montoya.  Tuvieron seis hijos:  Ignacio Ocampo (1817-1842), María Josefa Ocampo (1819-1849), José Bernardo Maximiano Ocampo (1821-?), Felipe de Jesús Germán Ocampo (1824-?), Antonia Ocampo (1826-1886), y Juan Ocampo (1828-1883).
En los registros se ve que tenía amistad con otras personas conocidas en la ciudad de Iguala incluyendo José García Lavín, Mariano Ortiz de la Peña, y Luis Gonzaga Vieyra.  Aparece en la lista de contribuidores de la reconstrucción de la iglesia del San Francisco de Asís en Iguala y estuvo presente cuando el ayuntamiento de Iguala dio la bienvenida a Agustín Iturbide.  Falleció en tiempo te cólera y fue enterrado en Iguala el 25 de septiembre de 1833.  Después de su defunción encontramos unos documentos en cuales esta mencionado como José Magdaleno Ocampo.

## Descendientes
Carlos Lavín (político) Gobernador de Morelos en 1930, fue bisnieto de José Magdaleno Ocampo.
José Andrés Ocampo Sevilla, el maestro de música conocido fue nieto de José Magdaleno Ocampo.